# Some Kind of Bliss
«Some Kind Of Bliss» es un sencillo de la cantante australiana Kylie Minogue. La canción fue escrita por Minogue, James Dean Bradfield y Sean Moore (miembros de la banda de rock Manic Street Preachers) para el sexto álbum de Kylie, Impossible Princess. Fue lanzado como el primer sencillo del álbum en 1997 y tuvo mixtas críticas. Tuvo un éxito moderado llegando al top 40 de Australia y el Reino Unido. Interesantemente, Manic Street Preaches estuvo interesado en alguna vez trabajar con Kylie Minogue en su canción "Little Baby Nothing" del álbum Generation Terrorists. Sin embargo ella estaba ocupada, por lo que decidieron usar a la ex estrella porno Traci Lords en su lugar. Más tarde, Minogue hizo una presentación de esta canción con el grupo en vivo. Aunque el sencillo sólo llegó al puesto # 22 en el Reino Unido (poniéndole fin a su rasgo de 21 sencillos dentro del top 20 en el país) y # 27 en Australia, siendo uno de sus sencillos menos exitosos. Sin embargo es altamente criticado por críticos como James Masterton y ALLmusic.
A diferencia de sus sencillos lanzados anteriormente no fue acompañado de una canción inédita como lado B. En su lugar estuvo "Limbo", una canción del tracklist del álbum Impossible Princess. Después en el Reino Unido, la edición limitada la canción "Love Takes Over Me" fue lanzada como lado B. La canción tenía como destino ser parte del álbum, pero al final no entró a la lista.
En el Reino Unido la canción fue lanzada como sencillo el día del funeral de la Princesa Diana y tuvo que competir contra la canción de Elton John "Candle in the wind" el cual se transformó en el sencillo más vendido en menos tiempo en UK, vendiendo 658.000 copias en tan solo un día y acabó en 1,5 millones de copias en su primera semana, permaneciendo en el número 1 por 5 semanas.

## Video musical
En el video es acompañada por Dexter Fletcher. Fletcher juega el papel de la amante de él, quien lo recoge tras haber sido liberado de la cárcel. Ellos formulan planes para ser ricos y robar varias empresas. La obra de la pareja tirando en una llena estación de Forecurt y Kylie llenando un auto vestido muy revelador de herramientas. Entonces, cuando Dexter va a pagar, ella sonríe sugestivamente al cajero (probablemente hombre) para distraerlo mientras que el personaje de Fletcher recibe el dinero. La explosión termina planeando en robar el banco. Kylie una vez más pone un conjunto de herramientas. Fletcher va al banco a robarlo con Kylie esperando afuera como el señuelo. Sin embargo, ella ve a la policía a atrapar a Dexter y arrestarlo de nuevo y salta en el auto a velocidad de distancia.

## Formatos
- Sencillo en CD

1. "Some Kind of Bliss" - 4:13
2. "Limbo" - 4:06
3. "Some Kind of Bliss" (Quiwer Mix) - 8:39

- CD Single Europeo

1. "Some Kind of Bliss" - 4:13
2. "Limbo" - 4:06

- UK Cassette Single

1. "Some Kind of Bliss" (Edit) - 3:50
2. "Limbo" - 4:06

- UK Single Vinilo

1. "Some Kind of Bliss" (Edit) - 3:50
2. "Love Takes Over Me" (Single version) – 4:09

## Presentaciones en vivo
- Intimate and Live Tour

## Posicionamiento
| Listas (1997)             | Posición |
| ------------------------- | -------- |
| UK Singles Chart          | 22       |
| Australian Singles Chart  | 27       |
| Hungary Singles Chart     | 3        |
| Greece Singles Chart      | 7        |
| Estonia Singles Chart     | 15       |
| Italia Singles Chart      | 17       |
| Russia Singles Chart      | 20       |
| Euro Hot 100              | 24       |
| New Zealand Singles Chart | 46       |

- Datos: Q1050944